# حي الفروسية (صنعاء)
حي الفروسية هو أحد أحياء مدينة صنعاء، ويتبع إدارياً مديرية سنحان وبني بهلول التابعة لمحافظة صنعاء اليمنية. يبلغ تعداد سكانه 7559 نسمة حسب التعداد السكاني في اليمن لعام 2004.